# Bonellia pumicea
Bonellia pumicea är en djurart som tillhör fylumet skedmaskar, och som beskrevs av Sluiter, C.P. 1891. Bonellia pumicea ingår i släktet Bonellia och familjen Bonelliidae. Inga underarter finns listade i Catalogue of Life.